# Burg Schaubeck
Die Burg Schaubeck ist eine ab dem 13. Jahrhundert errichtete und zum Schloss erweiterte Höhenburg zwischen Steinheim an der Murr und Kleinbottwar im Landkreis Ludwigsburg in Baden-Württemberg. Die im Privatbesitz der Familie Graf Adelmann befindliche Burg ist zugleich Sitz des Weinguts Graf Adelmann. 

## Geschichte
Die erste urkundliche Erwähnung datiert auf das Jahr 1272, als die Ministerialen Bertold und Konrad von Schaubeck, badische Lehensleute und Marschälle von Besigheim am Neckar, begannen, die Burg an einem Steilhang auf den Überresten eines römischen Landhauses zu errichten. Von der ehemaligen Anlage eines Turmes sind nur noch Mauerreste und Fundamente zu sehen; eine deutliche Vertiefung legt nahe, dass es einen Graben um die Burg gab.
Im Jahre 1392 wurde die Burg mitsamt dem dazugehörigen Ort Kleinbottwar an Hans von Urbach verkauft. Bevor dann Georg von Nippenburg die Burg übernahm, waren 1435 die Truchsessen von Stetten kurzzeitig Besitzer der Burg. Nachdem Nippenburgs Schwiegersohn Dietrich von Plieningen durch Graf Eberhard V. von Württemberg am 20. Dezember 1480 mit der Burg Schaubeck und der Hälfte von Gericht und Vogtei über Kleinbottwar belehnt worden war, begann er die Umbauten zum Schloss, die bis ins Jahr 1642 dauerten. Repräsentative Zwecke und Wohnkomfort standen vermutlich im Zentrum des Umbaus. Aus der Zeit vor dem Umbau ist eine Mauer erhalten geblieben, die der Vorburg angehört haben könnte. Nachweisbar und gut erhalten sind lediglich die Kernburg und der auffällige Treppenturm. Trotz der Umbauten ist die wehrhafte Charakteristik der Burg bis heute erhalten geblieben; beispielsweise fehlen in den unteren Geschossen die Fenster. Im Inneren der Anlage entstand durch die Umbaumaßnahmen ein Innenhof, eingefasst von schmucken Fachwerkfassaden.

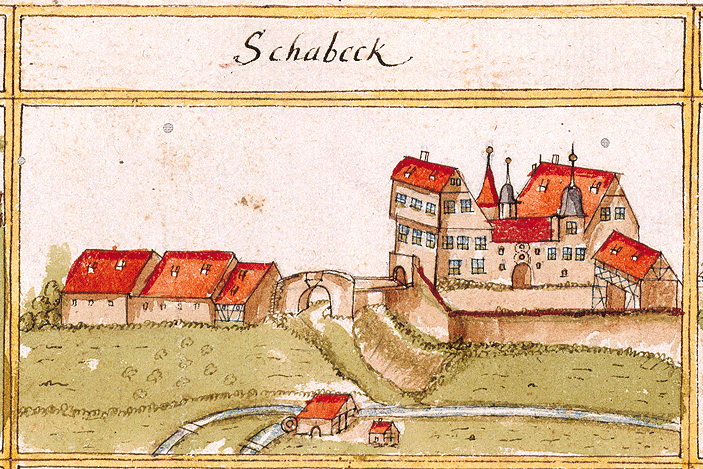
Schaubeck im 17. Jahrhundert (Andreas Kieser)

1645 starb die männliche Linie der Herren von Plieningen aus. Über die Töchter der Plieninger gelangten die Herren von Gaisberg in den Besitz der Burg, die diese an die Herren von Kniestedt auf Heutingsheim und Rübgarten weiterverkauften. Die auffallende Nord- und die Westfassade mit den gemalten Eckquadern in Rot und Violett entstanden zwischen 1749 und 1765. Elemente der Renaissance und des Barocks prägen das Bild des Schlosses. 
Das Geschlecht von Kniestedt-Schaubeck starb mit Carl Freiherr von Kniestedt-Schaubeck 1853 aus, und die Burg fiel anschließend an Felix Freiherr von Brusselle. Über seine Tochter Sophie, verheiratet mit Heinrich Adelmann von Adelmannsfelden, ging die Burg 1914 an das Geschlecht Adelmann von Adelmannsfelden über. Raban Adelmann renovierte sie ab 1935 und baute sie zum Wohnsitz aus. Die Burg ist heute in einem guten Erhaltungszustand und wird von der Familie der Grafen Adelmann bewohnt. Öffentlich zugänglich ist der Weinverkauf in der Burg. Der Park ist nur während bestimmter Veranstaltungen, beispielsweise bei den alle zwei Jahre stattfindenden Wein- und Kulturtagen, für die Öffentlichkeit zugänglich.

## Weinbau auf der Burg Schaubeck
Der Weinanbau in Kleinbottwar lässt sich bis ins Jahr 950 zurückverfolgen. Erstmals erwähnt wird der Weinbau auf Burg Schaubeck in einer Urkunde aus dem Jahr 1297. Seit 1914 firmiert das Weingut auf Schaubeck als Weingut Graf Adelmann.

Wappen der Besitzer
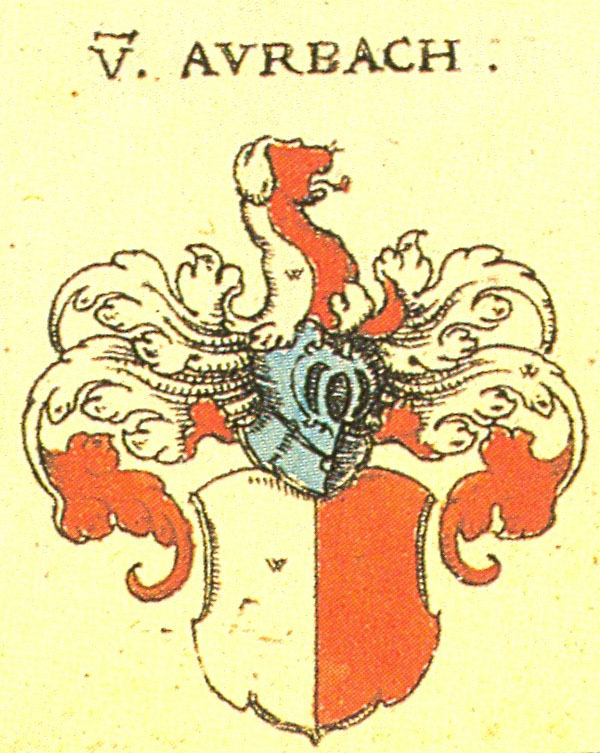
von Urbach
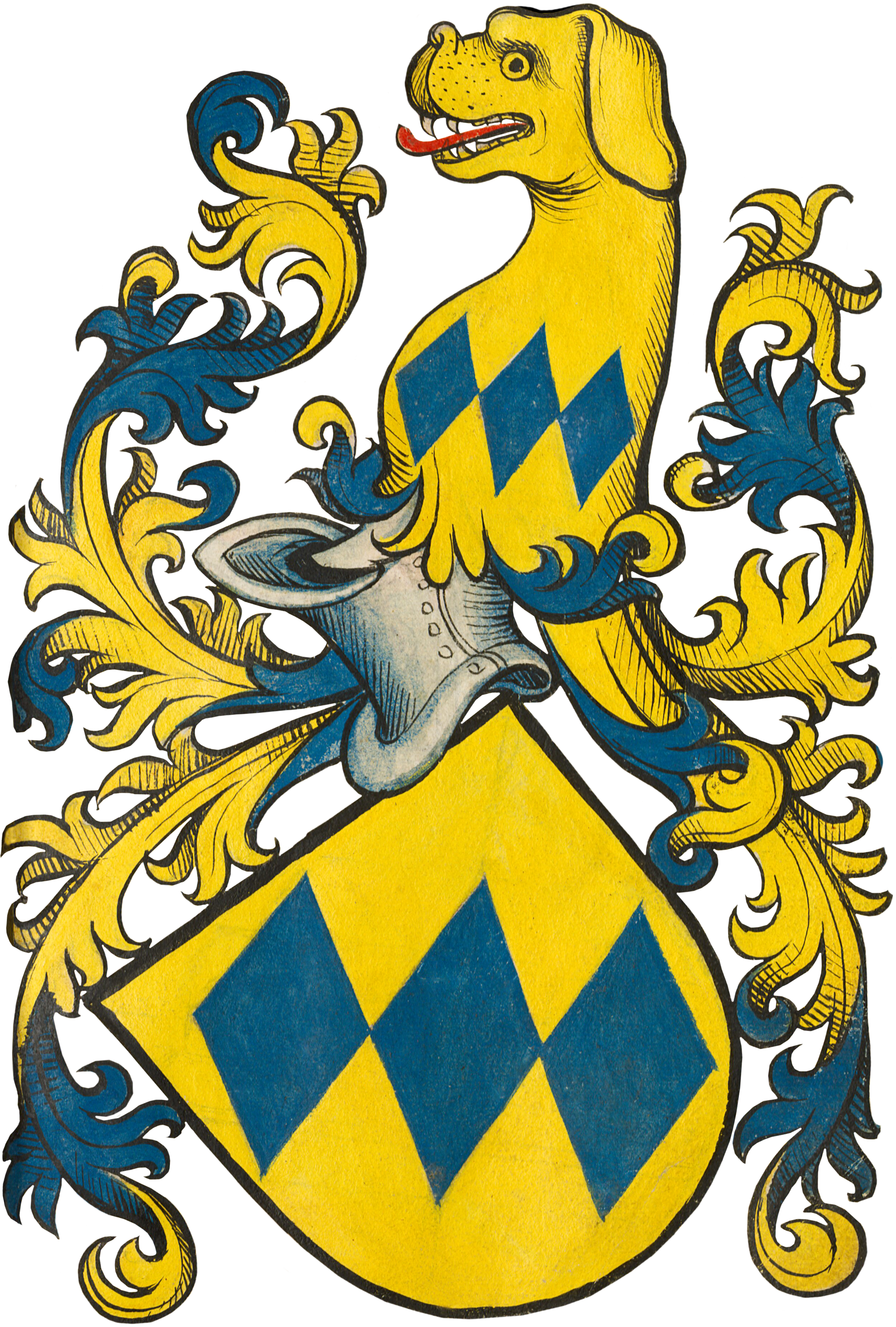
Truchseß von Stetten
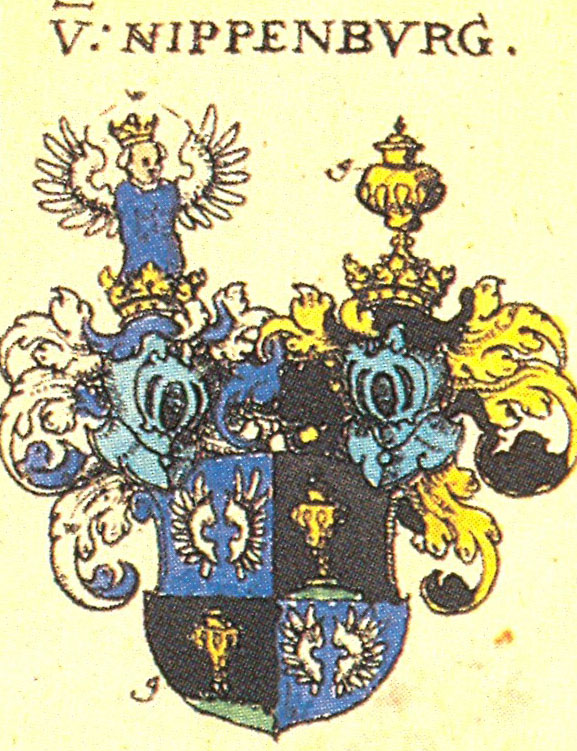
von Nippenburg
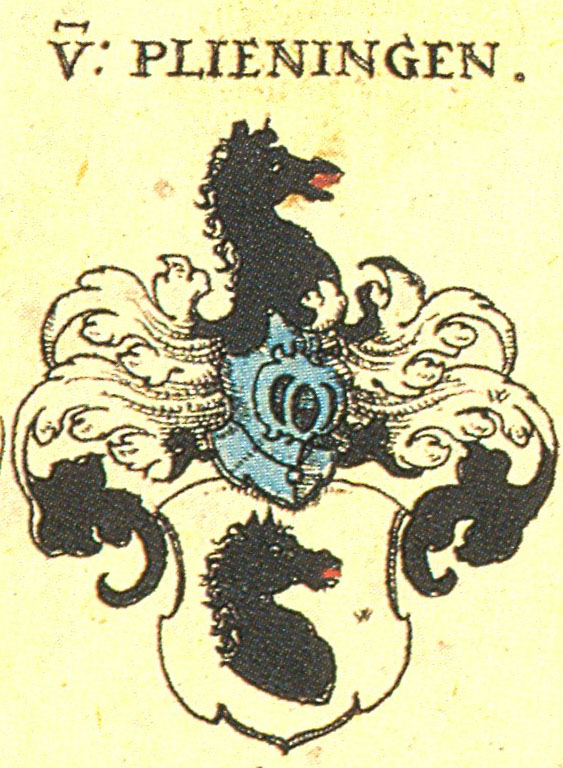
von Plieningen
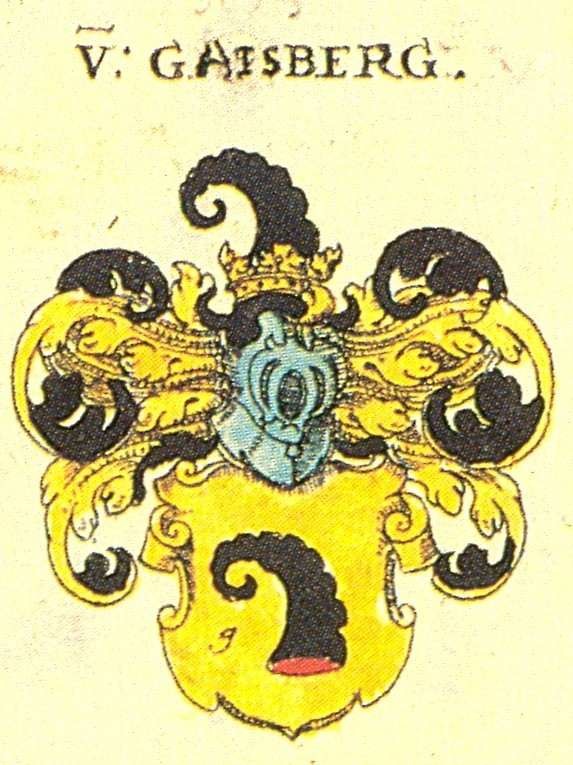
von Gaisberg
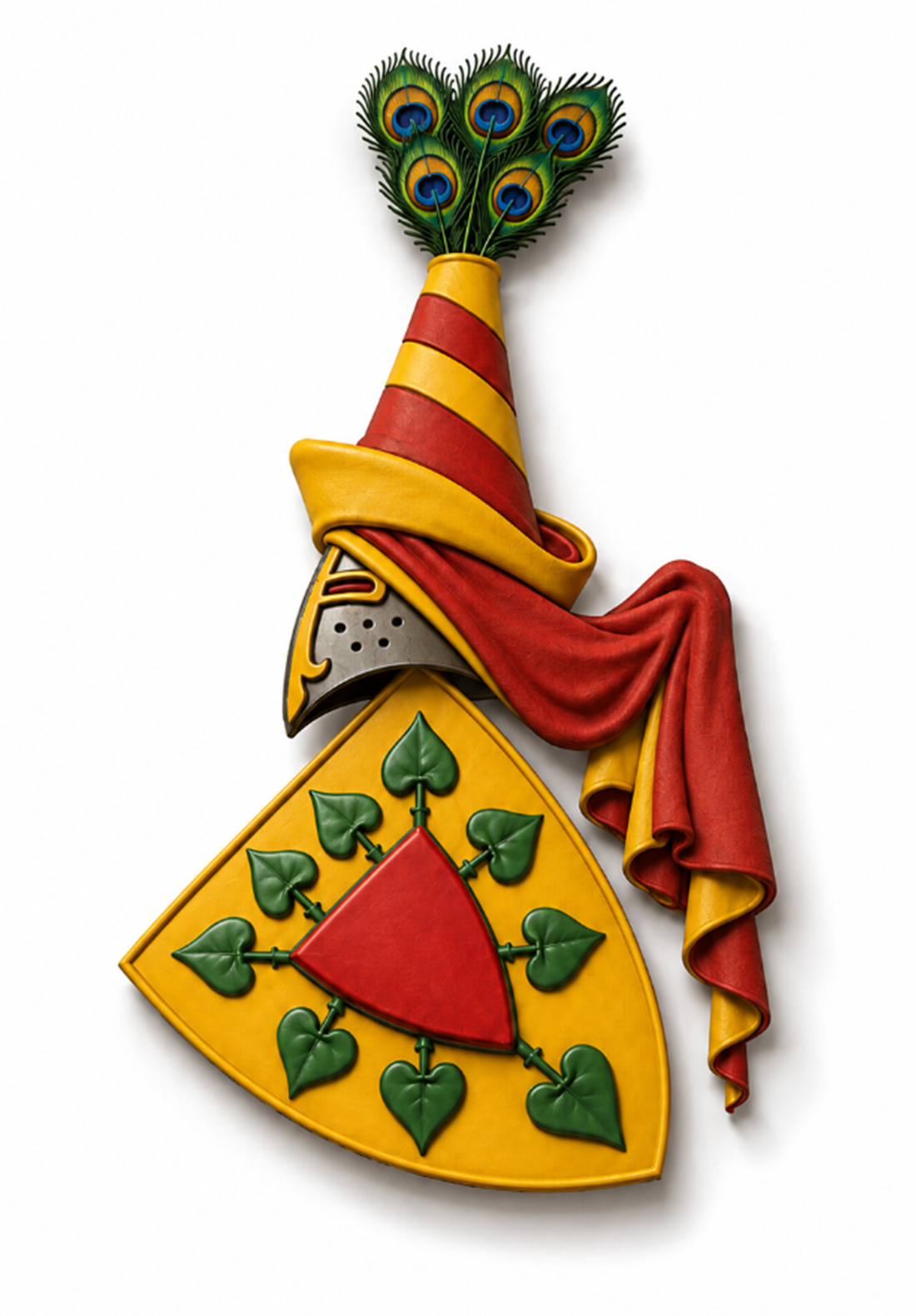
von Kniestedt
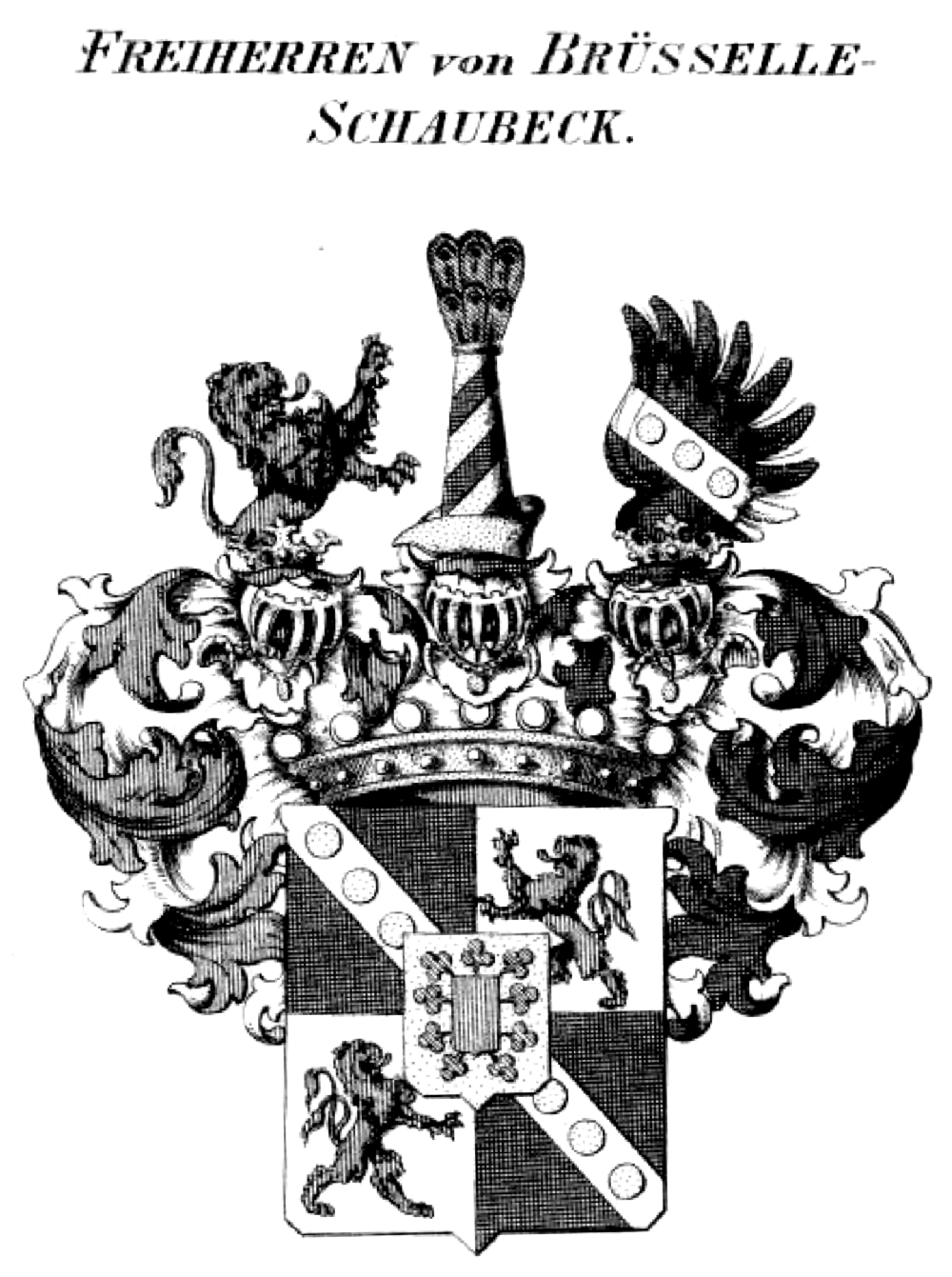
von Brusselle-Schaubeck
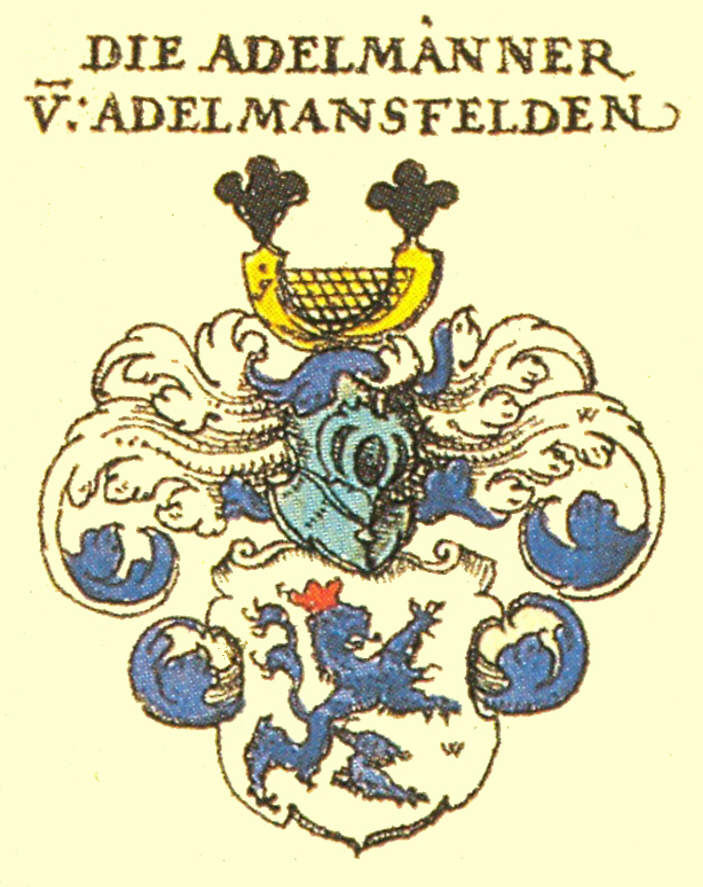
Adelmann von Adelmannsfelden